# 富樫美鈴
富樫 美鈴（とがし みすず、1986年8月7日 - ）は、日本の声優、舞台女優、歌手。賢プロダクション所属。北海道北見市出身。

## 略歴
幼稚園の頃は医者になりたかったが、高校時代に演劇部に所属してから表現の幅の広さに憧れ、声優を目指すようになった。
2009年、『生徒会の一存』で声優としてデビューを果たす。デビュー作にてメインヒロインに抜擢されての出演となった。Veilのヴォーカリストの1人「Veil ∞ Misuzu」としても活動している。
2011年11月2日、テレビアニメ『マケン姫っ!』のOPテーマ「Fly Away」で、本人名義での歌手デビューを果たす。カップリング曲では作詞も担当している。また、声優ユニット「碧陽学園生徒会」の初代メンバーでもある。
2012年、『うぽって!!』で共演した野水伊織、佐土原かおり、味里と共に声優ユニット「sweet ARMS」を結成。
2013年1月11日、デビュー当時から所属していたプロダクション・エースを退所。フリー期間を経て、同年8月よりスチール・ウッド・ガーデンに所属。
2014年12月31日、スチール・ウッド・ガーデンを退所。
2015年2月より賢プロダクションに所属。

## 人物
特技は歌唱、イラスト、水泳、大正琴。趣味はゲーム、映画、音楽、読書、料理。資格は漢字検定準2級。
好きな歌手は坂本真綾と椎名林檎と前山田健一。

## 出演
太字はメインキャラクター。

### テレビアニメ
2009年
- タユタマ -Kiss on my Deity-（女子生徒）
- 生徒会の一存（2009年 - 2013年、椎名深夏） - 2シリーズ
- そらのおとしもの（2009年 - 2010年、女子A、女性、女、オペレーター、ウマ美 他） - 2シリーズ

2010年
- おまもりひまり（子供）
- FORTUNE ARTERIAL 赤い約束（女子生徒）

2011年
- いつか天魔の黒ウサギ（エデルカ）
- 日常（水上麻衣）
- マケン姫っ!（2011年 - 2014年、志那都アズキ） - 2シリーズ
- 未来日記（天野雪輝〈1st〉）

2012年
- Another（女子）
- うぽって!!（いちろく）
- エリアの騎士（なでしこ9番、中村千佳、的場薫〈子供〉、女子マネージャーB、子供）
- 黒魔女さんが通る!!（小島直樹）

2013年
- デート・ア・ライブ（2013年 - 2024年、鳶一折紙） - 5シリーズ
- ドラえもん（テレビ朝日版第2期）（2013年 - 2018年、男子、男の子、同級生③）
- トレインヒーロー（アン）
- 秘密結社鷹の爪シリーズ（2013年 - 2015年、クララ、電話の声） - 3シリーズ

2014年
- お姉ちゃんが来た（早坂孝喜）
- メカクシティアクターズ （ヒビヤ / 雨宮響也）

2015年
- 新妹魔王の契約者（幼少刃更）
- 対魔導学園35試験小隊（生徒C）
- ハイキュー!! セカンドシーズン（小笠原優、雀田かおり、男子A）

2016年
- ドリフェス!（キャスター）
- NARUTO -ナルト- 疾風伝（エダシ〈少年期〉）
- マジきゅんっ!ルネッサンス（女子生徒）

2017年
- ベルセルク（男の子）
- トミカハイパーレスキュー ドライブヘッド 機動救急警察（ヒロアキ、ユイ、少年、マネージャー）
- はじめてのギャル（ジュンイチ〈小学生〉）
- BORUTO-ボルト- -NARUTO NEXT GENERATIONS-（うちはシン〈少年〉）

2018年
- 恋は雨上がりのように（女子生徒、先輩）
- BEATLESS（海内遼〈幼少期〉）
- 夢王国と眠れる100人の王子様（息子）
- 千銃士（母親）
- からくりサーカス（女の子、幼稚園児、男子、美女）
- RELEASE THE SPYCE（誘拐犯1）

2019年
- 群青のマグメル（デイサム〈幼少期〉）

2020年
- ちはやふる3（魚住アナ）

2021年
- 半妖の夜叉姫（雷太）
- SHAMAN KING（2021年 - 2022年、リゼルグの母、ルドセブ）

2022年
- 名探偵コナン（長谷川絹江）

### 劇場アニメ
- 劇場版デート・ア・ライブ 万由里ジャッジメント（2015年、鳶一折紙[27]）
- カゲロウデイズ-in a day's-（2016年、ヒビヤ[28]）
- 劇場版ポケットモンスター みんなの物語（2018年、バルキー）
- 僕のヒーローアカデミア THE MOVIE 〜2人の英雄〜（2018年、MCのお姉さん）
- ミュウツーの逆襲 EVOLUTION（2019年、ニャースツー）
- 劇場版ハイキュー!! ゴミ捨て場の決戦（2024年、小笠原優）

### OVA
- そらのおとしもの（2010年、女子）
- 日常『日常の0話』（2011年、水上麻衣）
- 未来日記リダイヤル（2013年、天野雪輝〈1st〉）

### ゲーム
2010年
- 生徒会の一存 -DSする生徒会-（椎名深夏）

2011年
- たんていぶ（天永瑛子）
  - たんていぶ THE DETECTIVE CLUB -暗号と密室と怪人と-
  - たんていぶ THE DETECTIVE CLUB -廃部と絵画と爆弾と-
  - たんていぶ THE DETECTIVE CLUB -失踪と反撃と大団円-

- 日常〈宇宙人〉（水上麻衣）

2012年
- 未来日記 13人目の日記所有者 RE:WRITE（天野雪輝）

2013年
- 神撃のバハムート（ミント、混沌の闇）
- 生徒会の一存 Lv.2 PORTABLE（椎名深夏）
- デート・ア・ライブ 凜祢ユートピア（鳶一折紙）
- 嫁コレ（椎名深夏）

2014年
- シドストーリー（クリスティ、クセルクセス、ナイチンゲール、ペルセポネ、コンスタンティン）
- デート・ア・ライブ 或守インストール（鳶一折紙）
- トリックスター 召喚士になりたい（ステファノ）
- 限界凸記モエロクリスタル（ハマヌーン）

2015年
- ウチの姫様がいちばんカワイイ（リル・ハートスミス）
- 超銀河秘球 コズミックボール（ツキカゲ・ルナ）
- デート・ア・ライブ Twin Edition 凜緒リンカーネイション（鳶一折紙）

2016年
- あいどるうぉーず（鉄睦月）
- グランブルーファンタジー（2016年 - 2021年、セシール）
- Shadowverse（ミント、夜の魔術師）
- 誰ガ為のアルケミスト（レイダ）
- ロボットガールズZ（天空魔竜てんちゃん）

2018年
- NARUTO TO BORUTO シノビストライカー（アバターボイス）

2019年
- ダンジョンに出会いを求めるのは間違っているだろうか 〜メモリア・フレーゼ〜（鳶一折紙）
- ポケモンマスターズ

2020年
- The Last of Us Part II（レブ）
- ブラウンダスト（ビスタ）
- 放置少女〜百花繚乱の萌姫たち〜（袁術、服部半蔵）
- デート・ア・ライブ 蓮ディストピア（鳶一折紙）

2021年
- ファンタジア・リビルド（鳶一折紙）
- LOST JUDGMENT 裁かれざる記憶（香田真美）

### 吹き替え

#### 映画
- アリータ: バトル・エンジェル（町の女A）
- ある女流作家の罪と罰（マリー）
- ウィジャ ビギニング 〜呪い襲い殺す〜（ジャック）
- エクス・マキナ
- エレクトリシティ（少年のマイキー）
- オリエント急行殺人事件[46]
- グースバンプス モンスターと秘密の書
- サイダーハウス・ルール（コパフィールド）※Netflix版
- ザ・プレデター（女子生徒2[47]）
- 新・三バカ大将 ザ・ムービー（ローズマリー〈ジェニファー・ハドソン〉）
- トゥルース・オア・デア 〜殺人ゲーム〜（イネス孫娘）
- パーフェクト・ガイ
- ボヘミアン・ラプソディ（女性ファンA）
- 魔法の恋愛書（ソニア）
- ミス・ペレグリンと奇妙なこどもたち（ホレース〈ヘイデン・キーラー＝ストーン〉）
- 死霊館のシスター

#### ドラマ
- iCarly
- 愛の記憶はさえずりとともに
- 華麗なるペテン師たち3 #4
- コールドケース6（ダニー・フィンチ #7）
- サム&キャット（フィリップ）
- CSI:サイバー2（ディラン）
- ストレンジャー・シングス（キャロル）
- ダミアン（ディエゴ）
- CHILDHOOD'S END -幼年期の終り-
- 超能力ファミリー サンダーマン（ビリー〈ディエゴ・ベラスケス〉[48]）
- ドリームハイ2 （イ・スル〈チョン・ヨンジュ〉）
- ナイトシフト2（ナオミ）
- ブラインドスポット2 タトゥーの女 #10（ロマン〈少年〉、少女）
- リゾーリ&アイルズ2 #7
- 私に嘘をついてみて（スモモ）
- ワンス・アポン・ア・タイム4

#### アニメ
- アドベンチャー・タイム（マーセリンの母、少女）
- アバローのプリンセス エレナ（ナオミ）
- しゅつどう!パジャマスク（ナイトニンジャ）
- スーパーヒーロー・パンツマン
- ドックはおもちゃドクター（ジョニ）
- ビートバグズ
- モンスター・ハイ（トワイラ）
- ラブ、デス&ロボット（ヨーグルト、コンピュータ音声）

### ラジオ
※はインターネット配信。
- 碧陽学園☆校内放送（2009年 - 2010年、『生徒会の一存』テレビアニメ公式サイト※、角川アニメチャンネル※）
- 日常のラヂオ（2011年、ランティスウェブラジオ※）
- うぽって!!ラジオ 〜とつげき!!sweet ARMS〜（2012年、HiBiKi Radio Station※）
- CHACHA 『日本子・チャチャチャ』応援ラジオ チャチャラジ（2013年、チャチャラジ番組特設サイト※）
- sweet ARMS放送局 〜RADIO THE TRIGGER〜（2014年、HiBiKi Radio Station※）[49]
- メカクシラジオ（2015年4月4日、文化放送『A&G TRIBAL RADIO エジソン』内※）

### 舞台
- パパの明日はわからない
- ノンコの長ぐつ
- アニ★ゆめセカンドシーズン 東京・恵比寿 AMGホールでの定期公演（レギュラー出演：2009年12月25日 – 2010年5月1日）
- アニ☆ゆめ 東京・恵比寿 AMGホールでの定期公演（レギュラー出演：2010年6月26日 - ）

## ディスコグラフィ

### シングル
|     | 発売日        | タイトル | 規格品番   | 最高位 |
| --- | ------------- | -------- | ---------- | ------ |
| 1st | 2011年11月2日 | Fly Away | COCC-16517 | 49位   |

### タイアップ曲
| 楽曲               | タイアップ                                         | 時期   |
| ------------------ | -------------------------------------------------- | ------ |
| Fly Away           | テレビアニメ『マケン姫っ!』オープニングテーマ      | 2011年 |
| ハテ・サテ・ミライ | テレビドラマ『くろねこルーシー』オープニングテーマ | 2012年 |
| Piece              | テレビアニメ『お姉ちゃんが来た』主題歌             | 2014年 |

### 参加作品
| 11月11日 | Treasure                                                                                | 碧陽学園生徒会                                    | 「Treasure」                                        | テレビアニメ『生徒会の一存』オープニングテーマ      |
| 11月25日 | 妄想☆ふぇてぃっしゅ！                                                                   | 碧陽学園生徒会                                    | 「妄想☆ふぇてぃっしゅ！」                           | テレビアニメ『生徒会の一存』エンディングテーマ      |
| 11月25日 | 妄想☆ふぇてぃっしゅ！                                                                   | 碧陽学園生徒会                                    | 「上上下下左右左右BA」                              | テレビアニメ『生徒会の一存』エンディングテーマ      |
| 11月25日 | 妄想☆ふぇてぃっしゅ！                                                                   | 碧陽学園生徒会                                    | 「ゆるぱ☆わンダフル」                               | テレビアニメ『生徒会の一存』エンディングテーマ      |
| 11月25日 | 妄想☆ふぇてぃっしゅ！                                                                   | 碧陽学園生徒会 副会長と会計                       | 「妄想☆ふぇてぃっしゅ！」                           | テレビアニメ『生徒会の一存』エンディングテーマ      |
| 11月25日 | 妄想☆ふぇてぃっしゅ！                                                                   | 碧陽学園生徒会 副会長と会計                       | 「上上下下左右左右BA」                              | テレビアニメ『生徒会の一存』エンディングテーマ      |
| 11月25日 | 妄想☆ふぇてぃっしゅ！                                                                   | 碧陽学園生徒会 副会長と会計                       | 「ゆるぱ☆わンダフル」                               | テレビアニメ『生徒会の一存』関連曲                  |
| 2010年   |                                                                                         |                                                   |                                                     |                                                     |
| 3月26日  | 生徒会の一存 キャラクター・ファンディスク 椎名深夏                                      | 椎名深夏（富樫美鈴）                              | 「熱血太郎」                                        | テレビアニメ『生徒会の一存』関連曲                  |
| 3月26日  | 生徒会の一存 キャラクター・ファンディスク 椎名深夏                                      | 椎名深夏（富樫美鈴）                              | 「生徒会戦隊ガクエンジャー」                        | テレビアニメ『生徒会の一存』関連曲                  |
| 3月26日  | 生徒会の一存 キャラクター・ファンディスク 椎名深夏                                      | 椎名深夏（富樫美鈴）                              | 「ライジングエア」                                  | テレビアニメ『生徒会の一存』関連曲                  |
| 2011年   |                                                                                         |                                                   |                                                     |                                                     |
| 8月10日  | 日常のキャラクターソング その6 麻衣の涙の阿弥陀如来                                     | 水上麻衣（富樫美鈴）                              | 「麻衣の涙の阿弥陀如来」                            | テレビアニメ『日常』関連曲                          |
| 8月10日  | 日常のキャラクターソング その6 麻衣の涙の阿弥陀如来                                     | 水上麻衣（富樫美鈴）                              | 「麻衣のカカカタ☆カタオモイ-梵」                    | テレビアニメ『日常』関連曲                          |
| 8月24日  | 麻衣ペース                                                                              | 水上麻衣（富樫美鈴）                              | 「日常のまち」                                      | テレビアニメ『日常』関連曲                          |
| 8月24日  | 麻衣ペース                                                                              | 水上麻衣（富樫美鈴）                              | 「大威徳明王のテーマ」                              | テレビアニメ『日常』関連曲                          |
| 11月23日 | 未来日記インスパイアードアルバム Vol.1 〜因果律ノイズ〜                                 | 天野雪輝（富樫美鈴）                              | 「君が君の人生の主役だから胸を張って歩け」          | テレビアニメ『未来日記』関連曲                      |
| 12月28日 | マケン姫っ！ 全エンディングっ！                                                         | 志那都アズキ（富樫美鈴）&高貴楓蘭（合田彩）       | 「Baby!Baby! Ver.3」                                | テレビアニメ『マケン姫っ！』エンディングテーマ      |
| 12月28日 | マケン姫っ！ 全エンディングっ！                                                         | 姫神コダマ（矢作紗友里）&志那都アズキ（富樫美鈴） | 「Baby!Baby! Ver.4」                                | テレビアニメ『マケン姫っ！』エンディングテーマ      |
| 12月28日 | マケン姫っ！ 全エンディングっ！                                                         | 志那都アズキ（富樫美鈴）&天谷春恋（下屋則子）     | 「Baby!Baby! Ver.11」                               | テレビアニメ『マケン姫っ！』エンディングテーマ      |
| 2012年   |                                                                                         |                                                   |                                                     |                                                     |
| 9月26日  | うぽって!! Special Album 青錆学園放送部「ウチは認めんで！」篇                           | いちろく（富樫美鈴）                              | 「いてまえ！」                                      | テレビアニメ『うぽって!!』関連曲                    |
| 11月23日 | Precious                                                                                | 碧陽学園生徒会Lv.2                                | 「Precious」                                        | テレビアニメ『生徒会の一存 Lv.2』オープニングテーマ |
| 11月23日 | Precious                                                                                | 椎名美夏（富樫美鈴）                              | 「Precious 〜Misuzu Solo Mix〜」                    | テレビアニメ『生徒会の一存 Lv.2』関連曲             |
| 11月23日 | Precious                                                                                | 碧陽学園生徒会Lv.2                                | 「Treasure Lv.2」                                   | テレビアニメ『生徒会の一存 Lv.2』関連曲             |
| 2013年   |                                                                                         |                                                   |                                                     |                                                     |
| 1月25日  | 生徒会の一存 Lv.2 コレクションする生徒会                                                | 碧陽学園生徒会Lv.2                                | 「Fo(u)r Seasons」                                  | テレビアニメ『生徒会の一存 Lv.2』エンディングテーマ |
| 1月25日  | 生徒会の一存 Lv.2 コレクションする生徒会                                                | 碧陽学園生徒会Lv.2                                | 「羊が一匹、二匹数えて寝ましょう」                  | テレビアニメ『生徒会の一存 Lv.2』エンディングテーマ |
| 1月25日  | 生徒会の一存 Lv.2 コレクションする生徒会                                                | 碧陽学園生徒会Lv.2                                | 「KIZUNA」                                          | テレビアニメ『生徒会の一存 Lv.2』エンディングテーマ |
| 1月25日  | 生徒会の一存 Lv.2 コレクションする生徒会                                                | 碧陽学園生徒会Lv.2                                | 「超絶☆こけてぃっしゅ」                             | テレビアニメ『生徒会の一存 Lv.2』エンディングテーマ |
| 1月25日  | 生徒会の一存 Lv.2 コレクションする生徒会                                                | 碧陽学園生徒会Lv.2                                | 「BLUE SKY」                                        | テレビアニメ『生徒会の一存 Lv.2』エンディングテーマ |
| 1月25日  | 生徒会の一存 Lv.2 コレクションする生徒会                                                | 椎名深夏（富樫美鈴）                              | 「Fo(u)r Seasons 〜Summer mix〜」                   | テレビアニメ『生徒会の一存 Lv.2』関連曲             |
| 8月7日   | TVアニメーション「デート・ア・ライブ」ミュージック・セレクション DATE A MUSIC EXTENSION | 鳶一折紙（富樫美鈴）                              | 「恋色折紙」                                        | テレビアニメ『デート・ア・ライブ』関連曲            |
| 2014年   |                                                                                         |                                                   |                                                     |                                                     |
| 3月1日   | Piece                                                                                   | 富樫美鈴                                          | 「Piece」 「Piece -EDM MIX-」 「Piece -funky MIX-」 | テレビアニメ『お姉ちゃんが来た』主題歌              |
| 3月5日   | マケン姫っ！通 ビキニだらけの大音楽会 《セクシー部門篇》                                | 志那都アズキ（富樫美鈴）                          | 「TRUE LOVE!!」                                     | テレビアニメ『マケン姫っ！通』関連曲                |
| 2019年   |                                                                                         |                                                   |                                                     |                                                     |
| 5月22日  | デート・ア・ライブIII ミュージック・セレクション DATE A "Unforgettable" MUSIC           | 鳶一折紙（富樫美鈴）                              | 「Or again…」                                       | テレビアニメ『デート・ア・ライブIII』関連曲         |

### その他
- Veil 名義（Veil ∞ Misuzu として参加）
  - I miss you（2010年10月27日 / テレビアニメ『FORTUNE ARTERIAL 赤い約束』エンディングテーマ）

### シリーズ一覧
1. ↑  第1期（2009年）、第2期『Lv.2』（2013年）
2. ↑  第1期（2009年）、第2期『f』（2010年）
3. ↑  第1期（2011年）、第2期『通』（2014年）
4. ↑  第1期（2013年）、第2期『II』（2014年）、第3期『III』（2019年）、第4期『IV』（2022年）、第5期『V』（2024年）
5. ↑  『MAX』（2013年 - 2014年）、『EX』（2014年）、『DO』（2015年）

### ユニットメンバー
1. ↑  桜野くりむ（本多真梨子）、紅葉知弦（斉藤佑圭）、椎名美夏（富樫美鈴）、椎名真冬（堀中優希）
2. ↑  椎名深夏（富樫美鈴）、椎名真冬（堀中優希）
3. 1 2 3  桜野くりむ（本多真梨子）、紅葉知弦（美名）、椎名美夏（富樫美鈴）、椎名真冬（野水伊織）